# Герои (пьеса)
«Герои» — комедия древнегреческого драматурга Аристофана, написанная и поставленная (предположительно) примерно в 415 году до н. э. Её текст практически полностью утрачен, сохранился только ряд коротких фрагментов на папирусных обрывках и в качестве цитат у более поздних авторов (фрг. 57—66).
Хор в этой пьесе составляли герои — обожествлённые предки афинян, предположительно вернувшиеся из загробного мира из-за беспокойства об упадке нравов. По сюжету «Герои» близки к комедии Евполида «Демы».